# George Walton
George Walton (Contea di Cumberland, 1749 – Augusta, 2 febbraio 1804) è stato un politico statunitense, firmatario della Dichiarazione d'indipendenza, 12º governatore della Georgia per due mandati non consecutivi e senatore degli Stati Uniti.

## Biografia

### Origini
George Walton nacque in Virginia, nella contea di Cumberland. La sua esatta data di nascita non è nota, ma è stimato che al momento dello scoppio della rivoluzione americana avesse circa venticinque anni, quindi la sua venuta al mondo si suppone  tra il 1749 e il 1750. Aveva un fratello, John Walton.
Rimasto orfano in giovane età, venne adottato da uno zio che avrebbe voluto renderlo carpentiere. Volle però intraprendere gli studi di legge, e nel 1769 si trasferì a Savannah cominciando ad esercitare come avvocato.

### Carriera politica

#### La rivoluzione
Interessatosi alla politica, fu uno dei principali esponenti rivoluzionari georgiani del periodo. Nel 1775, con le ostilità montanti contro la Gran Bretagna, fu eletto presidente provvisorio del Consiglio di Sicurezza georgiano, per cedere la carica l'anno successivo al predecessore William Ewen. Fu quindi eletto al congresso continentale e fu uno dei firmatari georgiani della Dichiarazione d'indipendenza assieme a Button Gwinnett e Lyman Hall (tutti e tre sarebbero presto divenuti governatori del loro Stato).
Rientrato in Georgia, fu tra i difensori di Savannah durante l'attacco inglese del 1778, venendo ferito e catturato dai nemici. Venne poco dopo rilasciato in uno scambio di prigionieri, e dopo un nuovo fallito attacco americano contro Savannah molti, fra cui lui stesso, non riconobbero più l'autorità del governatore John Wereat. Nel novembre 1779 quindi, in una riunione straordinaria dell'Assemblea georgiana, Walton venne eletto nuovo governatore in opposizione a Wereat.
Nonostante la successiva cattura di Wereat da parte dei lealisti lo lasciasse unico capo politico della Georgia, il suo fu comunque un mandato travagliato. Rimase in carica per appena due mesi, scegliendo di non ricandidarsi a causa dei contrasti interni ai rivoluzionari e della difficile situazione militare (la Georgia era in buona parte occupata dagli inglesi, quindi Walton di fatto governava uno Stato inesistente).

#### Dopo la rivoluzione
Rimase parte dell'amministrazione georgiana anche dopo la guerra, occupandosi dei rapporti con gli indiani Cherokee nel 1783 e svolgendo il ruolo di giudice della Corte Suprema georgiana tra il 1783 e il 1789. Dopo aver svolto numerosi altri incarichi politici, nel 1788 fu uno dei grandi elettori delle prime elezioni presidenziali americane, votando in favore di George Washington.
Subito dopo venne eletto governatore per la seconda volta. Il suo fu un mandato di transizione, per permettere il passaggio costituzionale dai governatorati annuali a quelli biennali. Il suo mandato ebbe fine nel novembre 1789, e non si ricandidò. Nel 1795 divenne senatore per rimpiazzare James Jackson, dimessosi alcuni mesi prima delle nuove elezioni a causa dello scandalo dello Yazoo.
Infine, dopo il termine del suo mandato senatoriale nel 1796, si ritirò nella sua casa di Augusta, dove morì nel 1804. La contea di Walton è dedicata a lui.